# Willi Killinger

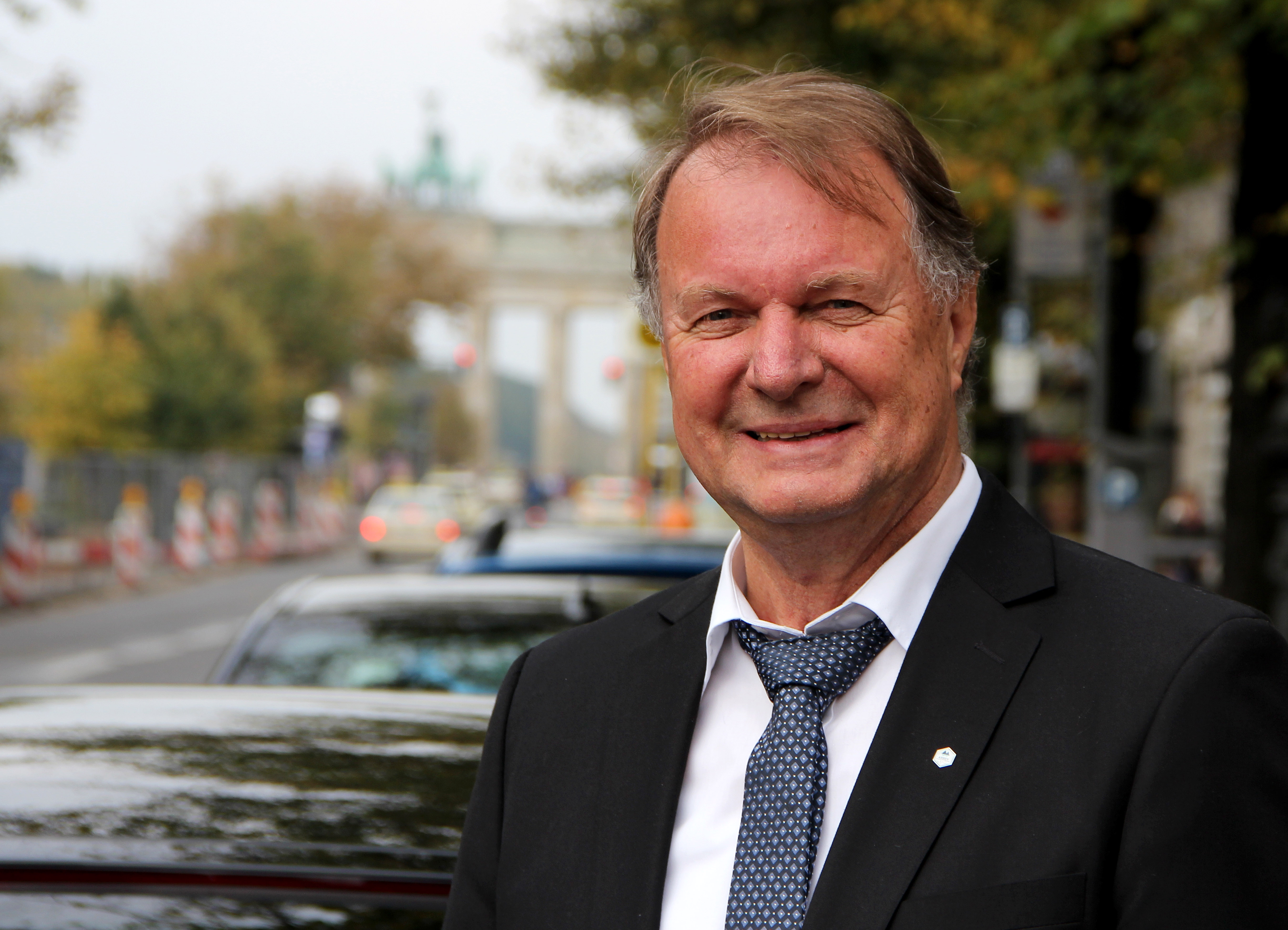
Willi Kilinger

Willi Killinger (* 5. Oktober 1943 in Bettmannsäge) ist ein deutscher Kommunalpolitiker (CSU).

## Werdegang
Killinger besuchte Volksschule und Realschule, die er mit der Mittleren Reife abschloss. Im Anschluss absolvierte er an einer Bankfachschule eine Ausbildung zum Bankkaufmann und war als genossenschaftlicher Betriebswirt tätig.
Seine politische Laufbahn begann am 1. November 1975 mit dem Beitritt zur CSU. Er wurde Mitglied im Vorstand des CSU-Kreisverbandes Regen. Bei der Kommunalwahl 1986 zog er in den Bezirkstag von Niederbayern ein, 1990 wurde er auch in den Kreistag des Landkreises Regen gewählt. Ab dem 1. Mai 2002 war er Stellvertreter des Landrats. Nach dem Tod von Landrat Heinz Wölfl übernahm er am 17. August 2011 kommissarisch dessen Aufgaben.